# Eldar Mansourov
Eldar Mansourov (azeri: Eldar Bəhram oğlu Mansurov) est  un compositeur azerbaïdjanais. Il est le fils de Bahram Mansourov, joueur de tar. Son jeune frère Elkhan Mansurov est également musicien. Eldar Mansourov est né le 28 février 1952 à Bakou, RSS d'Azerbaïdjan. Il est marié et père de deux fils.

## Biographie
Eldar Mansurov apprend à jouer du piano en 1968–1972 au college de musique nommé d’ après  Asaf Zeynally,  et en 1974–1979 il étudie au Conservatoire de musique Uzeyir Hadjibeyov sous la direction du compositeur Djovdat Hadjiyev.

## Vie professionnelle
Il participe à de nombreux concerts classiques et populaires et écrit la bande originale de nombreux films et productions théâtrales, ainsi que les compositions "Bayatılar"  et "Bahramnameh".Il est l'auteur de plus de 3 000 chansons et musique instrumentale. Il a donné des conférences sur l'histoire des mughams lors des symposiums internationaux tenus à Samarkand en 1983 et 1987.
Il est membre de l'Union des compositeurs d'Azerbaïdjan et de l'Union des cinéastes d'Azerbaïdjan depuis 1999.
En 2012 il reçoit le titre honorifique d'"Artiste honoré" en 2005 et "Artiste du peuple" pour sa contribution au développement de la culture azerbaïdjanaise. 
Il est retraité personnel du président de la République d'Azerbaïdjan depuis le 21 février 2012. En 2007-2012, il est secrétaire de l'Union des compositeurs d'Azerbaïdjan.
Bayatılar écrit sur les paroles du poète Vahid Aziz est interprété par l’artiste du peuple Brilliant Dadashova et  sort en Azerbaïdjan, Russie, Turkménistan, Europe (dont Turquie, Grèce, Allemagne, Espagne, France), dans le monde arabe et au Brésil.

## Œuvres
Eldar Mansurov est l'auteur de nombreuses œuvres symphoniques et de chambre, ainsi que des ballets rock "Cleopatra" et "Olympus", l'opéra rock "Sept merveilles". Il a également écrit la musique pour plusieurs films azerbaïdjanais tels que "Une alliance", "Fardeau", "Sentence", "je brûlerai dans le feu de la purification", pièces de théâtre, documentaires et dessins animés. L'un de ses grands projets récents est le mugam rock symphonique «Bahramname», dédié à la mémoire de son père, Bahram Mansurov. La partie tar est interprétée par son frère Elkhan Mansurov.